# سیارک ۳۸۴۴
سیارک ۳۸۴۴ (به انگلیسی: 3844 Lujiaxi، نامگذاری:1966BZ) سه هزار و هشتصد و چهل و چهارمین سیارک کشف شده‌است که در ۳۰ ژانویه ۱۹۶۶ کشف شد.